# Valea Ciorii
Valea Ciorii é uma comuna romena localizada no distrito de Ialomiţa, na região de Muntênia. A comuna possui uma área de 52.45 km² e sua população era de 1956 habitantes segundo o censo de 2007.